# Quel che c'è nel mio cuore
Quel che c'è nel mio cuore (2001) è un romanzo di Marcela Serrano.

## Trama
Camila è un'esule cilena che vive negli Stati Uniti; dopo la morte del figlio ed il deterioramento del rapporto con il marito la sua vita è distrutta. L'occasione di cominciare una nuova esistenza è quella di un reportage tra i rivoltosi messicani del Chiapas guidati dal subcomandante Marcos. A San Cristóbal de Las Casas conosce la "pasionaria" Reina il cui assassinio riapre ferite che stavano rimarginandosi.

## Edizioni
- Marcela Serrano, Quel che c'è nel mio cuore, I narratori, Feltrinelli, 2001,  pp. 254, ISBN 978-8807016110.